# Carlia aenigma
Carlia aenigma — вид сцинкоподібних ящірок родини сцинкових (Scincidae). Ендемік Папуа Нової Гвінеї.

## Опис
Тіло (не враховуючи хвоста) сягає 44-58 мм завдовжки.

## Поширення і екологія
Carlia aenigma мешкають на півдні Папуа Нової Гвінеї, від річки Кікорі в провінції Галф на захід до річки Арамія в Західній провінції, можливо, до річки Флай. Вони живуть у вологих тропічних лісах, чагарникових заростях і садах, на висоті до 500 м над рівнем моря. Віддають перевагу відкритим вторинним заростям і порушенним середовищам.